# Metaplastizität
Unter Metaplastizität versteht man das Phänomen, dass Zellen, abhängig von ihrer „Vergangenheit“, bei Stimulation
mit der gleichen Frequenz entweder LTP (Long-Time Potention; Langzeit-Potenzierung) oder LTD (Long-Term Depression; Langzeit-Depression: siehe Synaptische Plastizität) ausbilden können. Das heißt also, der vorherige Aktivitätszustand hat eine Auswirkung auf die Art und Ausbildung von langandauernder Plastizität. Es widerspricht somit der Tatsache, dass gleiche Stimuli immer gleiche Effekte haben. Das trifft allerdings nur auf ganz bestimmte Frequenzen zu. Das Standard-LTP-Induktionsprotokoll (high-frequency-stimulation) führt im wt (wildtype-mouse) also immer zu LTP. Metaplastizität erhöht aber so die Komplexität (und damit die Speicherkapazität) des Gehirns.